# Aukena
Aukena ist die viertgrößte der Gambierinseln in Französisch-Polynesien. Sie ist 3,2 km lang und bis zu 1,1 km breit. Ihre Grundfläche beträgt 1,35 km². Der höchste Punkt der Insel ist 198 m über dem Meeresspiegel gelegen. Purirau war der historische Name des Dorfes. Die Siedlung der 31 Bewohner der Insel liegt nicht an gleicher Stelle.
Die Insel wurde 1797 von James Wilson entdeckt. Heute kann man noch die Reste der Kirche St. Andreas, Zeugnis der Christianisierung der Ureinwohner, und einige verfallene Wachtürme besichtigen. Die Insel ist vor allem für ihre ausgezeichneten Sandstrände und die Perlenzucht bekannt. Das unverschmutzte Wasser sowie große Planktonvorkommen ermöglichen es, hier weiße und schwarze Perlen zu züchten.

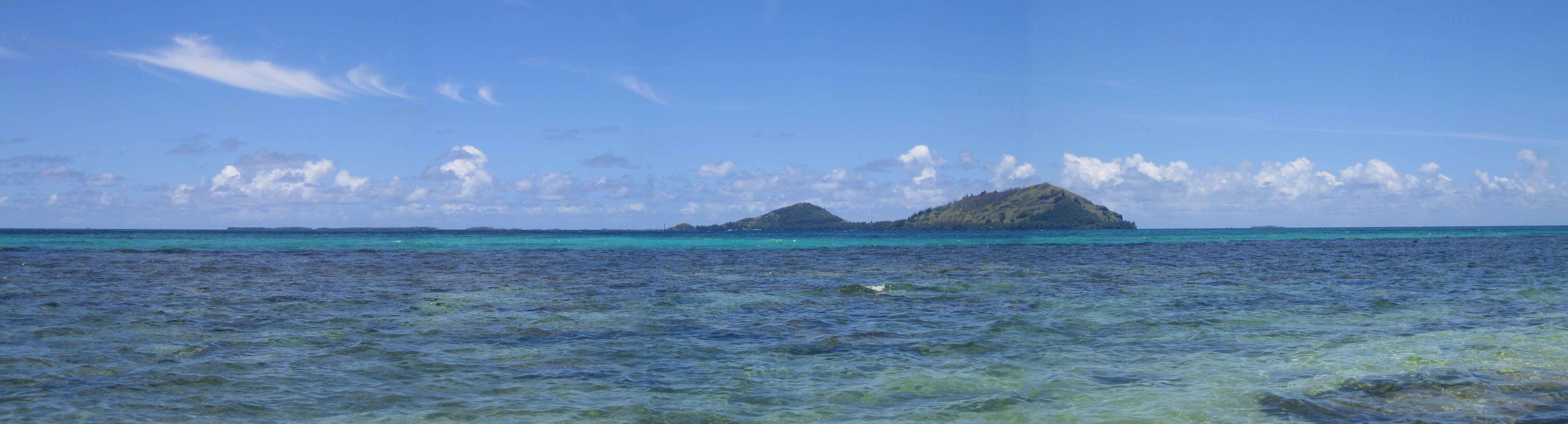
Aukena, von Mangareva aus gesehen